# Jakob Hyrnek
Jakob Hyrnek est un personnage de la Trilogie de Bartiméus de Jonathan Stroud. Il est d'origine tchèque et sa famille forme la plus grande compagnie d'imprimeurs de Londres, avec la maison Jaroslav. Un culbuteur noir lui est lancé par Némaïdès, le djinn de Tallow. Il passera trois ans cloîtré chez lui, à s'apitoyer sur lui-même, jusqu'à ce que John Mandrake l'utilise comme monnaie d'échange avec le Sceptre, détenu par son amie Kitty Jones. Il partira ensuite à Bruges.